# Bannu
Bannu (urdú بنوں; persa بنو o Bana o (localment) Bani Gul és la capital del districte de Bannu al Pakistan, Província de la Frontera del Nord-oest. Els habitants són especialment la tribu dels banizees (Banisee, Bani Zee, Bani Zai) i parlen paixtu, ja que el 99% són ètnics paixtus. Està dividida en àrees entre les quals: Suraani, Mamashh Khel, Amandi, Mandan, Kaki, Bharat, Haved, Hinjal, Sokari, Meera Khel, Gheriwol, Nor, Naurang, Jhandi Khel, Dabak, Domel, Beezan Khel, Bannu Bazar, Bannu Canttonment, Bannu Town i altres.

## Història
La vella ciutat és de fundació antiga (al mateix temps que Dera Ismail Khan i Dera Ghazi Khan) però fou refundada en un nou emplaçament per Sir Herbert B. Edawards el 1848 i fou anomenada Edwardesabad i Dhulipnagar (Dhulipgarh o Dalipnagar) del nom del fort construït a la proximitat que al seu torn el va agafar del maharaja sikh de Lahore Dhulip Singh, però va acabar predominant el de Bannu. Està situada a 33° 0′ N, 70° 36′ E / 33.000°N,70.600°E, a un km al sud del riu Khurram o Kurram.
Bannu fou capital de districte el 1861 dins a la divisió de Dejarat del Panjab. El 1901 quan es va crear la província de la Frontera del Nord-oest va fer part d'aquesta. El 1901 tenia 14.921 habitants i fou la base militar per expedicions militars contra les tribus de la frontera.